# 联合国安全理事会第40号决议
《联合国安理会40号决议》是于1948年2月28日在联合国安全理事会第259次会议上通过的。该决议是关于印度尼西亚问题的，以8票赞成，3票弃权（烏克蘭、蘇聯和阿根廷）通过。
决议提请印度尼西亚问题三国斡旋委员会注意爪哇岛西部和马都拉岛的局势，并向安理会报告。